# Bordž-e mílád
Bordž-e mílád je věž v Íránu, stojicí na malém kopečku v Teheránu, od jehož centra je vzdálena 6,9 km. Po dokončení v roce 2008 byla 5. nejvyšší televizní věží na světě. Má 12 pater a s anténou měří 435 metrů. Výstavba probíhala v letech 2000–2008.

## Výstavba
Stavbu navrhl íránský architekt Dr. Mohammad Reza Hafezi. V roce 2000 se do země začaly kotvit první základy věže, což trvalo až do roku 2007, kdy se začala stavět samotná věž. Stavba byla dokončena v roce 2008.

## Popis
Celková výška věže je 435 metrů; má 12 pater, z nichž nejvyšší je ve výšce 315 metrů. Podlažní plocha všech 12 pater je 154 000 m². Ve věži se nachází luxusní hotel, obchodní centra, restaurace, vyhlídkové patro a vyhlídková terasa.

## Galerie

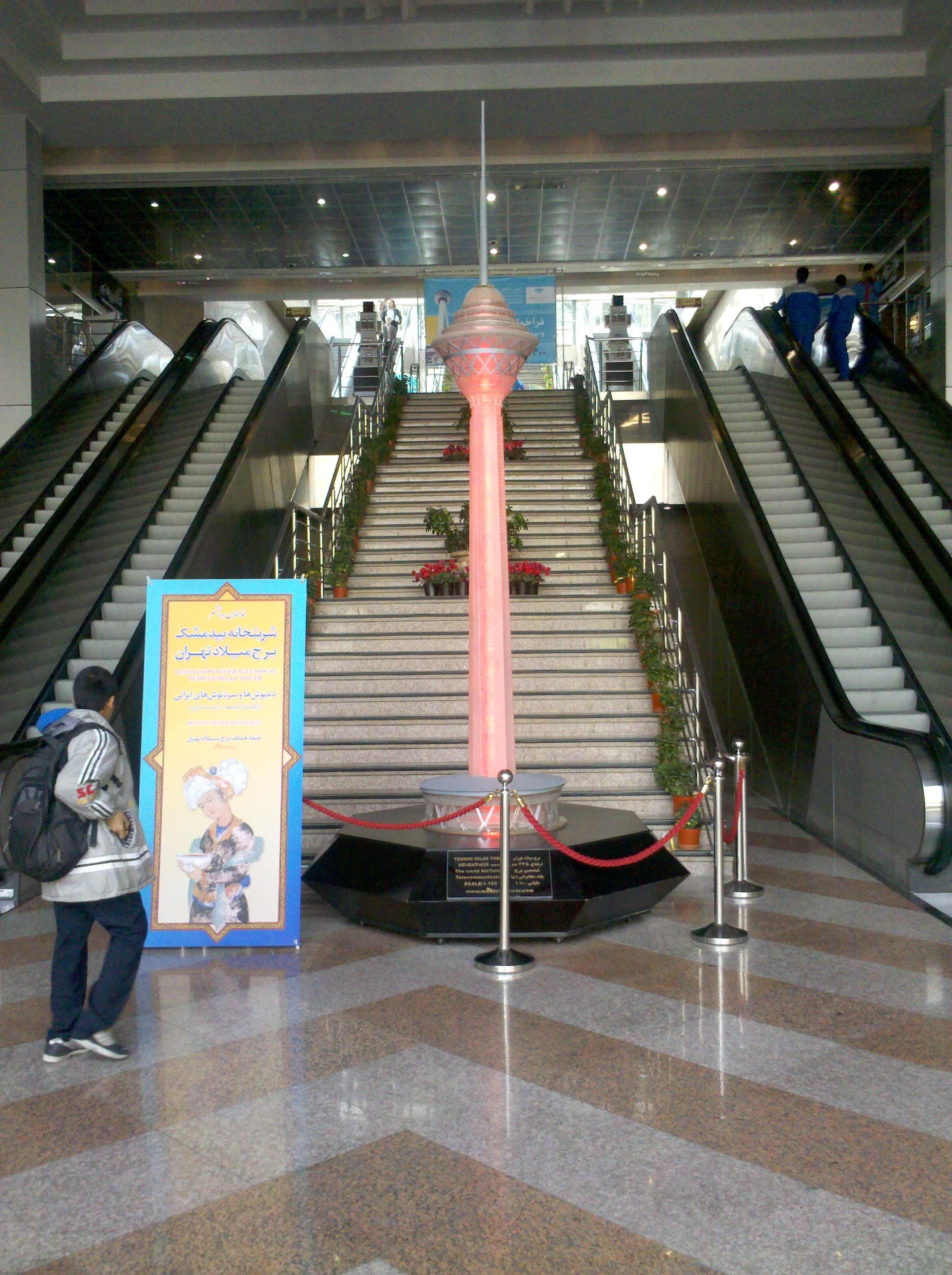
Interiér věže
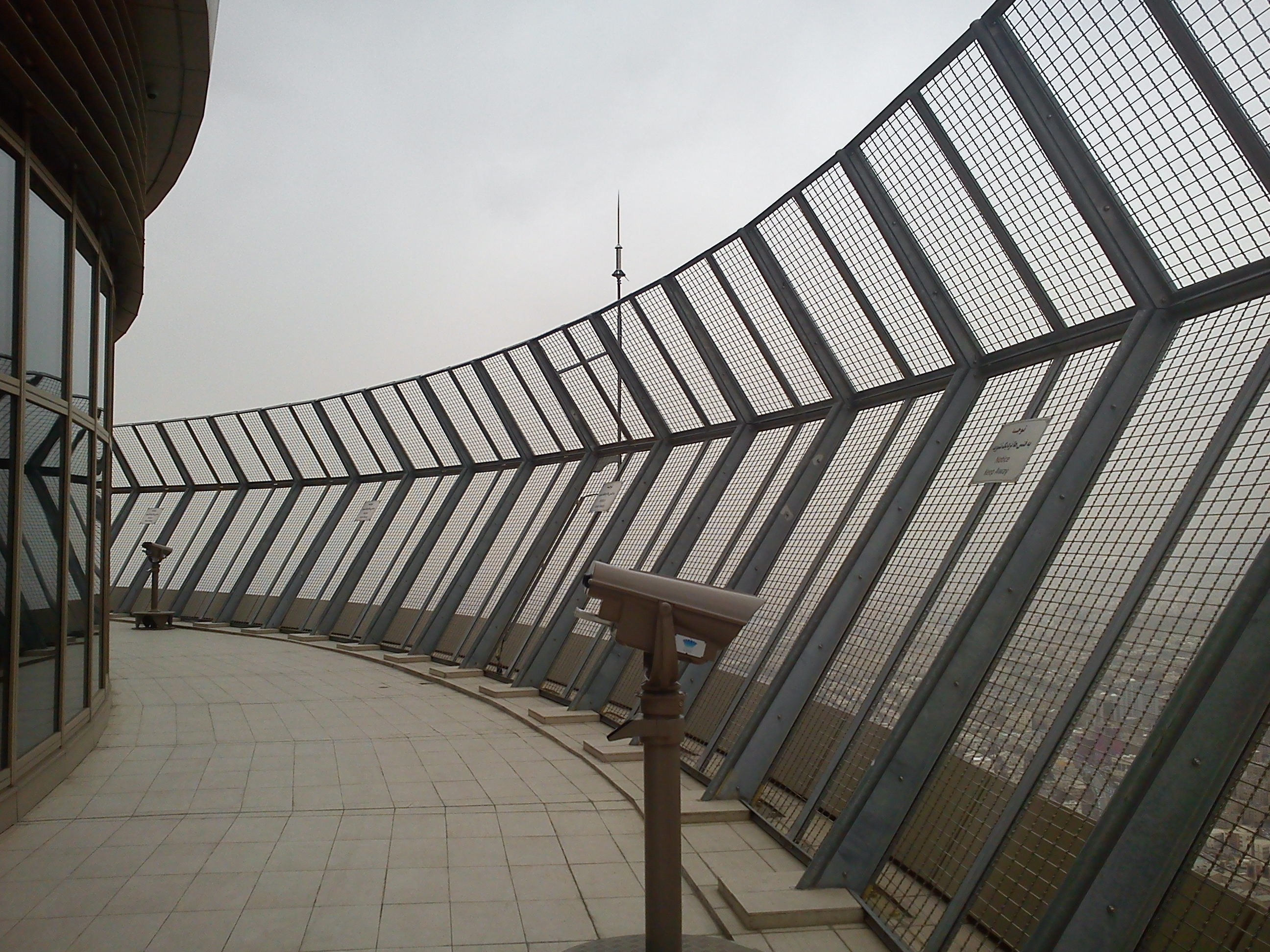
Vyhlídka na vrcholu věže